# Чирип (вулкан)
Чирі́п (рос. Чирип; яп. 北散布山, きたちりっぷさん, Кіта-тіріппу-сан, «гора Північний Тіріппу») — діючий вулкан на острові Ітуруп в складі Курильських островів, що знаходиться під контролем Росії. Належить до голоценових стратовулканів.

## Короткі відомості
Вулкан знаходиться на півострові Чиріп, де разом з вулканом Богдан Хмельницький, який розташований за 4,5 км на південь, утворює окремий вулканічний масив острова.
Спостерігаються викиди газів, виходи термальних вод, що дозволяє віднести вулкан до ряду діючих. Вулкан перебуває під впливом процесів ерозії та обривається на захід крутими оповзами висотою 500-600 м.
Висота вулкана 1 587 м. На вершині знаходиться кратер з прісним озером на дні.
Вулкан складений андезитами та базальтами. Західні схили круті та обривисті, східні пологі, густо зарослі сланниками.
Конус та невеликий кратер заросли кедровими та вільховими сланниками.

## Дивись також
Проблема Північних територій.